# نیلس هنریکسن
نیلس هنریکسن (دانمارکی: Niels Henriksen؛ زادهٔ ۴ فوریهٔ ۱۹۶۶) قایقران روئینگ اهل دانمارک است.
وی در مسابقات کشوری و بین‌المللی در مجموع برندهٔ ۲ مدال طلا، ۳ مدال نقره شده‌است.